# Robyn Malcolm

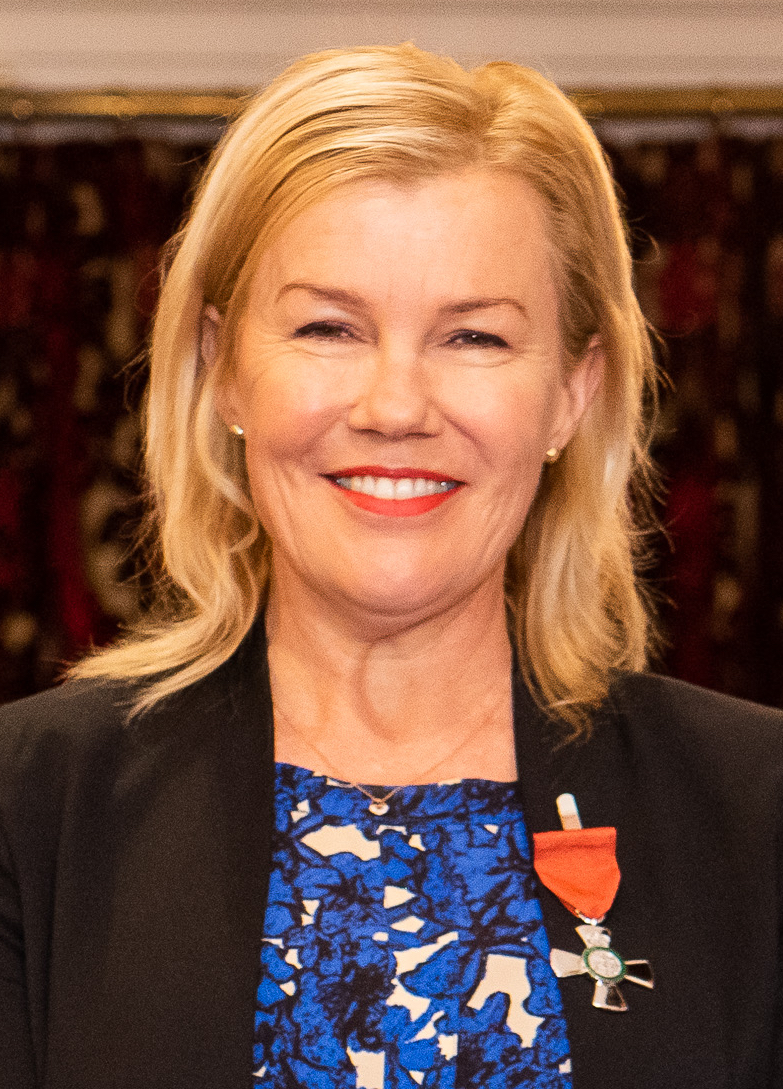
Robyn Malcolm

Robyn Malcolm (* 15. März 1965 in Ashburton) ist eine neuseeländische Theater- und Filmschauspielerin.

## Leben
Robyn Malcolm besuchte bis 1987 die nationale Schauspielschule in Wellington. Zunächst war sie überwiegend am Theater engagiert. Ab 1996 wurde sie mit der Rolle der „Schwester Ellen Crozier“ in der Krankenhaus-Soap Shortland Street bekannt. Ab 2005 spielte sie in der Serie Outrageous Fortune als Matriarchin „Cheryl West“ mit. 2018 folgten die Serien Harrow und The Outpost.
2019 wurde sie mit dem New Zealand Order of Merit in der Stufe „Member“ geehrt.

## Filmografie (Auswahl)
- 1992: Absent Without Leave
- 1996–1999: Shortland Street (Fernsehserie, 60 Folgen)
- 2002: Der Herr der Ringe: Die zwei Türme (The Lord of the Rings: The Two Towers)
- 2004: Serial Killers (Fernsehserie, 7 Folgen)
- 2005: Boogeyman – Der schwarze Mann (Boogeyman)
- 2005–2010: Outrageous Fortune (Fernsehserie, 107 Folgen)
- 2013: Top of the Lake (Fernsehserie, 7 Folgen)
- 2013: Drift – Besiege die Welle (Drift)
- 2013–2014: Agent Anna (Fernsehserie, 16 Folgen)
- 2013–2016: Upper Middle Bogan (Fernsehserie, 24 Folgen)
- 2016: The Code (Fernsehserie, 6 Folgen)
- 2017: Feinde – Hostiles (Hostiles)
- 2018–2019: Harrow (Fernsehserie, 20 Folgen)
- 2018–2019: The Outpost (Fernsehserie, 23 Folgen)
- 2020: This Town
- 2021:  My Life Is Murder (Fernsehserie, Folge 2x01)
- 2022: In with the Devil (Black Bird, Miniserie, 4 Folgen)
- 2022: Sweet Tooth (Fernsehserie, 2 Folgen)
- 2023: Far North (Fernsehserie, 6 Folgen)
- 2023: After the Party (Fernsehserie, 6 Folgen)
- 2023: The Moon Is Upside Down
- 2024: Heartbreak High (Fernsehserie, Folge 2x05)
- 2025: The Survivors – Der Sturm (Fernsehserie)